# Шумин
Ким Мин-сок (на корейски: 김민석), по-познат със сценичното си име Шумин, е южнокорейски певец и актьор. Най-известен е като член на южнокорейско-китайската момчешка група „Exo“, субгрупите „Exo-M“ и „Exo-CBX“.

## Биография

### 1990 – 2013: Ранен живот и начало на кариерата
Шумин е роден на 26 март 1990 г. в Гури, провинция Кьонги, Южна Корея. Той е студент в Католически университет Куандонг, където посещава семинар и изнася презентация за студенти по приложна музика. Той има черен колан по кендо и таекуондо, както и в ушу и фехтовка. Шумин е известен също като запален фен на футбола и е почетен посланик на Футболната асоциация в Корея.
Преди участието на Шумин в конкурса Everysing на SM, се явява на кастинг на JYP през 2008 г., но не бива приет. През 2008 г. печели второ място в конкурса SM Everysing. По-късно подписва с компанията чрез кастинг системата на SM Entertainment през същата година.
Шумин е разкрит като седмият член на южнокорейско-китайската момчешка група Exo през януари 2012 г. Групата дебютира на 8 април 2012 г. През 2013 г. той е гост заедно с актрисата Ким Йо-джун в музикалния клип към песента „Gone“ на южнокорейската певица Джин, която вече е член на Lovelyz.

### Актьорски роли и Exo-CBX
През януари 2015 г. Шумин прави своя дебют в музикалния театър, играейки героя на Акила в мюзикъла „School OZ“ на SM Entertainment заедно с Чангмин, Key, Luna, Сухо и Сълги. През октомври 2015 г. той изиграва главната роля срещу актрисата Ким Со-еун в уеб драмата „Falling for Challenge“. Той пуска първата си самостоятелна песен след дебюта си озаглавена „You Are The One“ като саундтрак към уеб драмата. "Falling for Challenge" е най-гледаната уеб драма в Южна Корея през 2015 г., достигайки 20 милиона гледания само след 17 дни.
През февруари 2016 г. Шумин е включен в соловия сингъл на члена на AOA Jimin „Call You Bae“ и се появява в музикалното видео. През юли 2016 г. той прави дебюта си на голям екран заедно с Йо Сенг-хо в южнокорейския филм „Seondal: The Man Who Sells the River“. През август 2016 г. той си сътрудничи с членовете от EXO, Чен и Бекхьон по оригинален саундтрак, озаглавен „For You“ за телевизионния сериал Moon Lovers: Scarlet Heart Ryeo. През октомври 2016 г., заедно с Чен и Бекхьон, Шумин става член на първото официално подразделение „Exo-CBX“ на EXO. Групата прави своя дебют с песента „Hey Mama!“ на 31 октомври. През юли 2017 г. той си сътрудничи с члена на NCT Марк по сингъл, озаглавен „Young & Free“ за проекта на SM Entertainment digital music „Station“. През август той става редовен член на актьорското предаване в риалити телевизионното предаване MBC „It's Dangerous Beyond The Blankets.“
Шумин влиза в казарма на 7 май 2019 г. Той изпълни последните си концерти преди да замине „Magical Circus“ на Exo-CBX – концерт със специално издание в Япония и неговият солов концерт, както и фен среща „Xiuweet Time“ в Jamsil Arena на 4 май. След заминаването му той издаде дебютния си самостоятелен сингъл „You“, който е част от SM Station, на 9 май. През август 2019 г. бе съобщено, че Шумин ще участва във военния мюзикъл, озаглавен „Return: The Promise of That Day“, заедно с членовете на Shinee Onew и Yoon Ji-sung, който трябва да се проведе от 22 октомври до 1 декември в Olympic Park’s Woori Art Hall в Сеул.

## Любопитно
- Личност: Любезен, много, много чист и подреден, сладък, шегаджия, забавен.
- Той е добър готвач
- Въпреки че видът му го кара да се проявява като най-младия член, той всъщност е най-възрастният
- Той е най-организираният и този, който става най-рано
- Шумин се страхува от котки, тъй като е бил нападнат от една, когато е бил малък
- Хобитата му са да играе футбол, да спортува, да хапва вкусна храна и да пазарува
- Той иска да бъде бариста и иска да отвори собствено кафене в бъдеще[1]
- Не му харесва, ако някой докосне лицето му

## Дискография
| Заглавие                                | Година                  | Класации                | Класации                | Класации                | Продажби                | Албум                               |
| Заглавие                                | Година                  | KOR                     | KOR                     | US World                | Продажби                | Албум                               |
| Заглавие                                | Година                  | Gaon                    | Hot 100                 | US World                | Продажби                | Албум                               |
| Като основен изпълнител                 | Като основен изпълнител | Като основен изпълнител | Като основен изпълнител | Като основен изпълнител | Като основен изпълнител | Като основен изпълнител             |
| --------------------------------------- | ----------------------- | ----------------------- | ----------------------- | ----------------------- | ----------------------- | ----------------------------------- |
| "Breakin' Machine"                      | 2014                    | —                       | N/A                     | —                       | N/A                     | Exology Chapter 1: The Lost Planet  |
| "Beyond"                                | 2019                    | —                       | —                       | —                       | N/A                     | EXO PLANET #4 – The EℓyXiOn [dot]   |
| "You" (이유)                            | 2019                    | 68                      | 65                      | —                       | N/A                     | Non-album single                    |
| Страничен изпълнител                    |                         |                         |                         |                         |                         |                                     |
| "Call You Bae" (Jimin featuring Xiumin) | 2016                    | 5                       | N/A                     | 5                       | - KOR: 661 196          |                                     |
| Колаборации                             |                         |                         |                         |                         |                         |                                     |
| "Young & Free" (with Mark)              | 2017                    | 31                      | N/A                     | 6                       | - KOR: 72 133           |                                     |
| Саундтрак песни                         |                         |                         |                         |                         |                         |                                     |
| "You Are the One"                       | 2015                    | 62                      | N/A                     | —                       | - KOR: 26 196           | Falling for Challenge OST           |
| "For You" (with Baekhyun and Chen)      | 2016                    | 5                       | N/A                     | 9                       | - KOR: 625 756          | Moon Lovers: Scarlet Heart Ryeo OST |

## Филмография

### Филми
| Заглавие                             | Година | Роля  | Бележки         |
| ------------------------------------ | ------ | ----- | --------------- |
| Seondal: The Man Who Sells the River | 2016   | Gyeon | Supporting role |

### Драми
| Заглавие              | Година | Канал         | Роля       | Бележки                |
| --------------------- | ------ | ------------- | ---------- | ---------------------- |
| Exo Next Door         | 2015   | Naver TV Cast | Xiumin     | Web drama; малка роля  |
| Falling for Challenge | 2015   | Naver TV Cast | Na Do-jeon | Web drama; водеща роля |

### Телевизионни шоута
| Заглавие                           | Година      | Канал     | Роля      | Бележки                                         |
| ---------------------------------- | ----------- | --------- | --------- | ----------------------------------------------- |
| Travel without Manager             | 2016        | Cookat TV | Main cast | епизоди 1 – 8                                   |
| It's Dangerous Beyond The Blankets | 2017 – 2018 | MBC       | Main cast | епизоди 1 – 3 (1 сезон) епизоди 6 – 7 (2 сезон) |

## Театър
| Заглавие                        | Година | Роля         | Бележки                              |
| ------------------------------- | ------ | ------------ | ------------------------------------ |
| School OZ                       | 2015   | Aquila       | Holographic musical; поддържаща роля |
| Return: The Promise of That Day | 2019   | Kim Seung-ho | Военен мюзикъл                       |

## Награди и номинации
| Година | Награждение            | Категория               | Номенирана работа     | Резултат |
| ------ | ---------------------- | ----------------------- | --------------------- | -------- |
| 2015   | 4th APAN Star Awards   | Award for SNS Web Drama | Falling for Challenge | Спечелил |
| 2017   | Click! StarWars Awards | Most Popular Singer     | N/A                   | Спечелил |